# جنبش ازدست‌رفته مؤتلفه

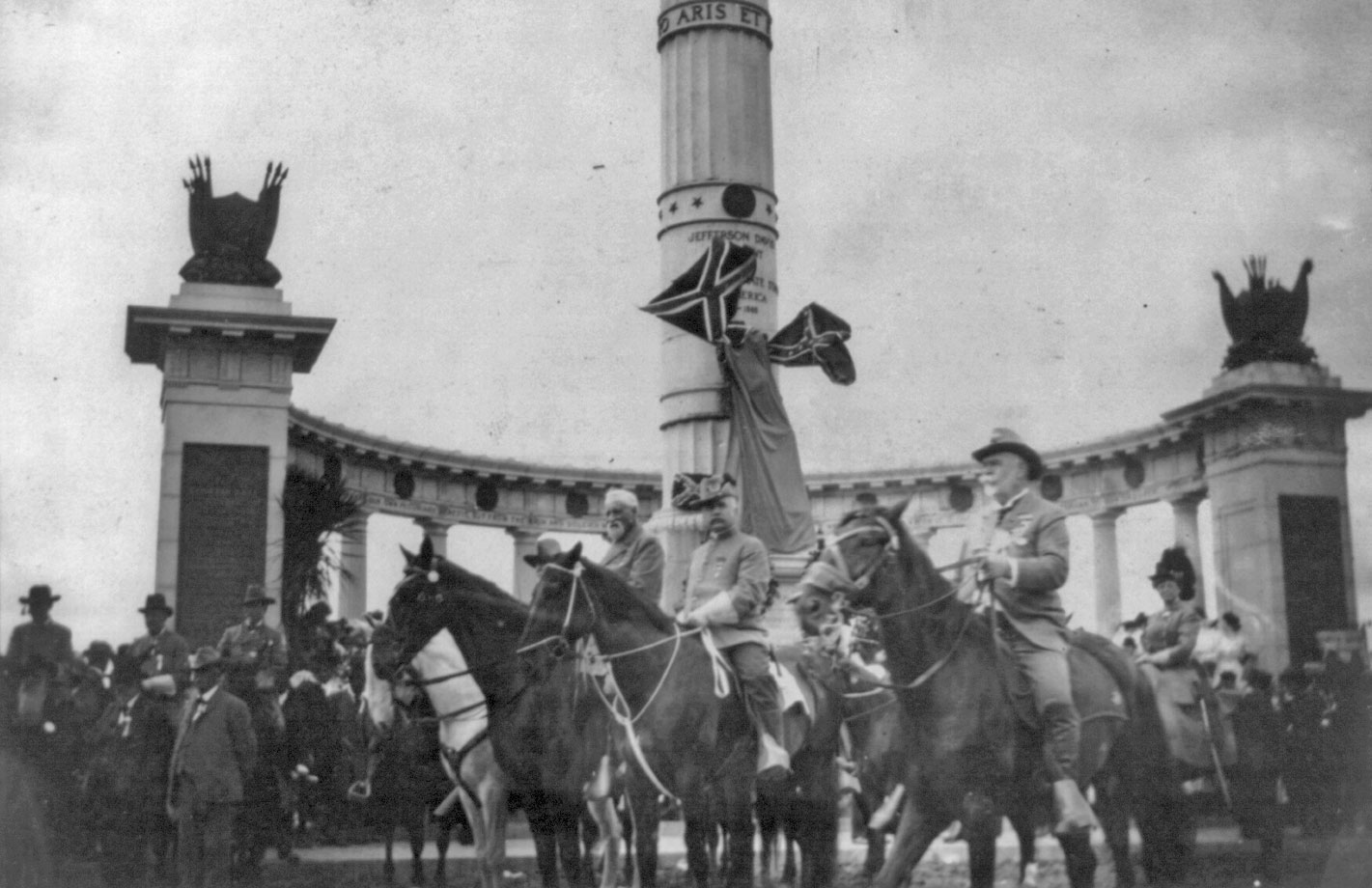
George Washington Custis Lee (1832–1913) در پشت اسب در برابر بنای یادبود جفرسون دیویس در ریچموند، ویرجینیا در ۳ ژوئن ۱۹۰۷ در حال تماشای رژه اتحاد مجدد مؤتلفه

جنبش ازدست‌رفتهٔ مؤتلفه یا صرف جنبش ازدست‌رفته مجموعه‌باورهایی رایج در جنوب سفیدپوست آمریکا است، که جنبش ایالات مؤتلفه آمریکا را با وجود شکست آن جنبشی قهرمانانه توصیف می‌کند. این باورها حامی فضیلت‌های جنوب پیش از جنگ داخلی آمریکا است و جنگ داخلی آمریکا را تقلایی شرافتمدانه برای شیوهٔ زندگی جنوبی می‌داند، و نقش کلیدی برده‌داری را کم‌اهمیت می‌داند یا نفی می‌کند. جنبه‌هایی از آن، با این که در شمال ترویج نمی‌شد، در آنجا با اقبال مواجه شد و به روند متحدسازی مجدد سفیدپوستان آمریکا کمک کرد.